# Jagodowo (osada)
Jagodowo (niem. Beerenberg) – osada w Polsce, położona w województwie kujawsko-pomorskim, w powiecie bydgoskim, w gminie Osielsko. Miejscowość wchodzi w skład sołectwa Maksymilianowo.
W latach 1975–1998 miejscowość należała administracyjnie do województwa bydgoskiego. 